# Heinrich Kisting

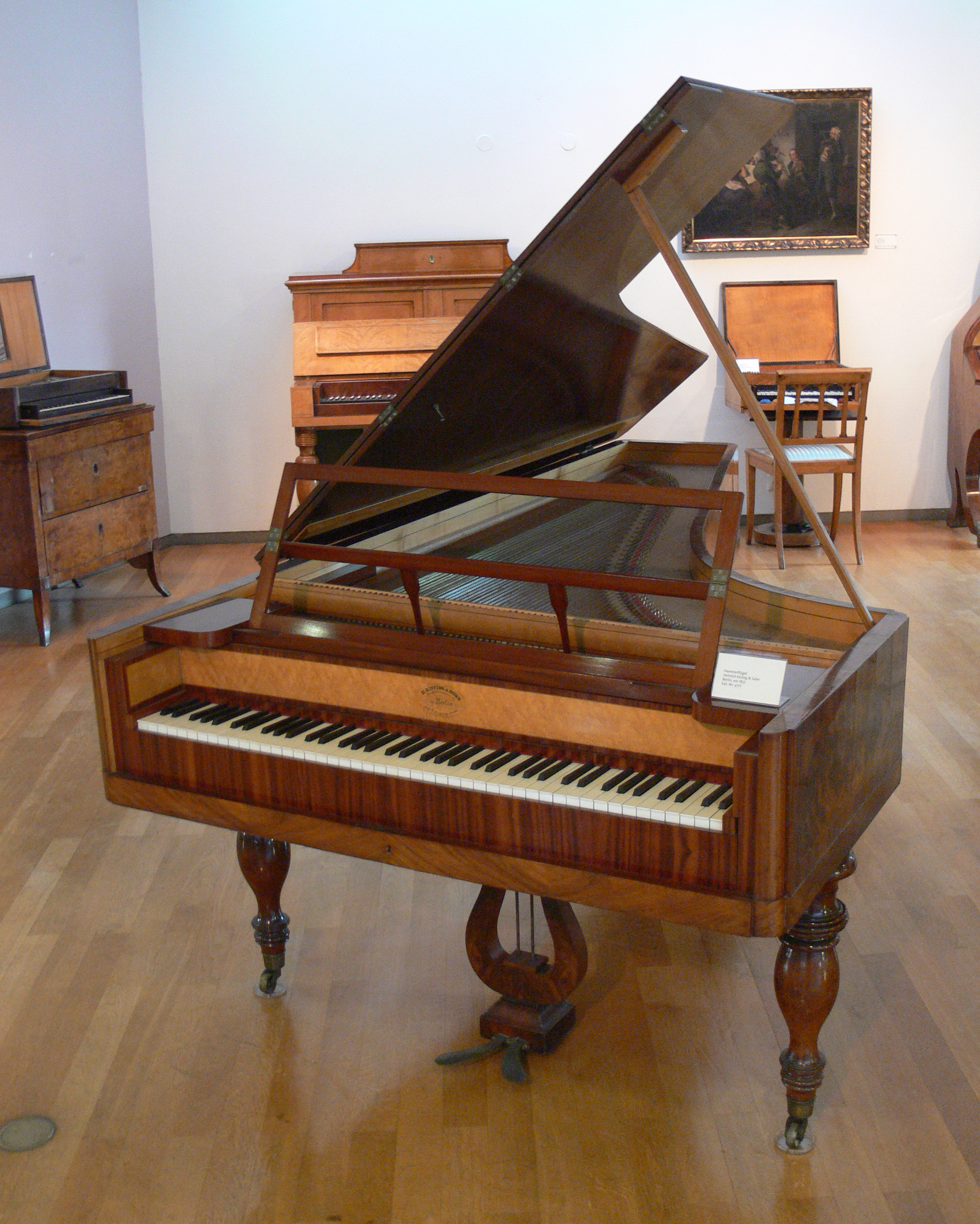
Hammerflügel von Heinrich Kisting, vor 1837 (Musikinstrumenten-Museum Berlin)

Christian Heinrich Kisting (* 9. Februar 1769 in Hannover; † 18. März 1853 in Berlin) war ein deutscher Klavierbauer in Berlin, dessen Instrumente einen hervorragenden Ruf genossen.

## Leben und Firmengeschichte

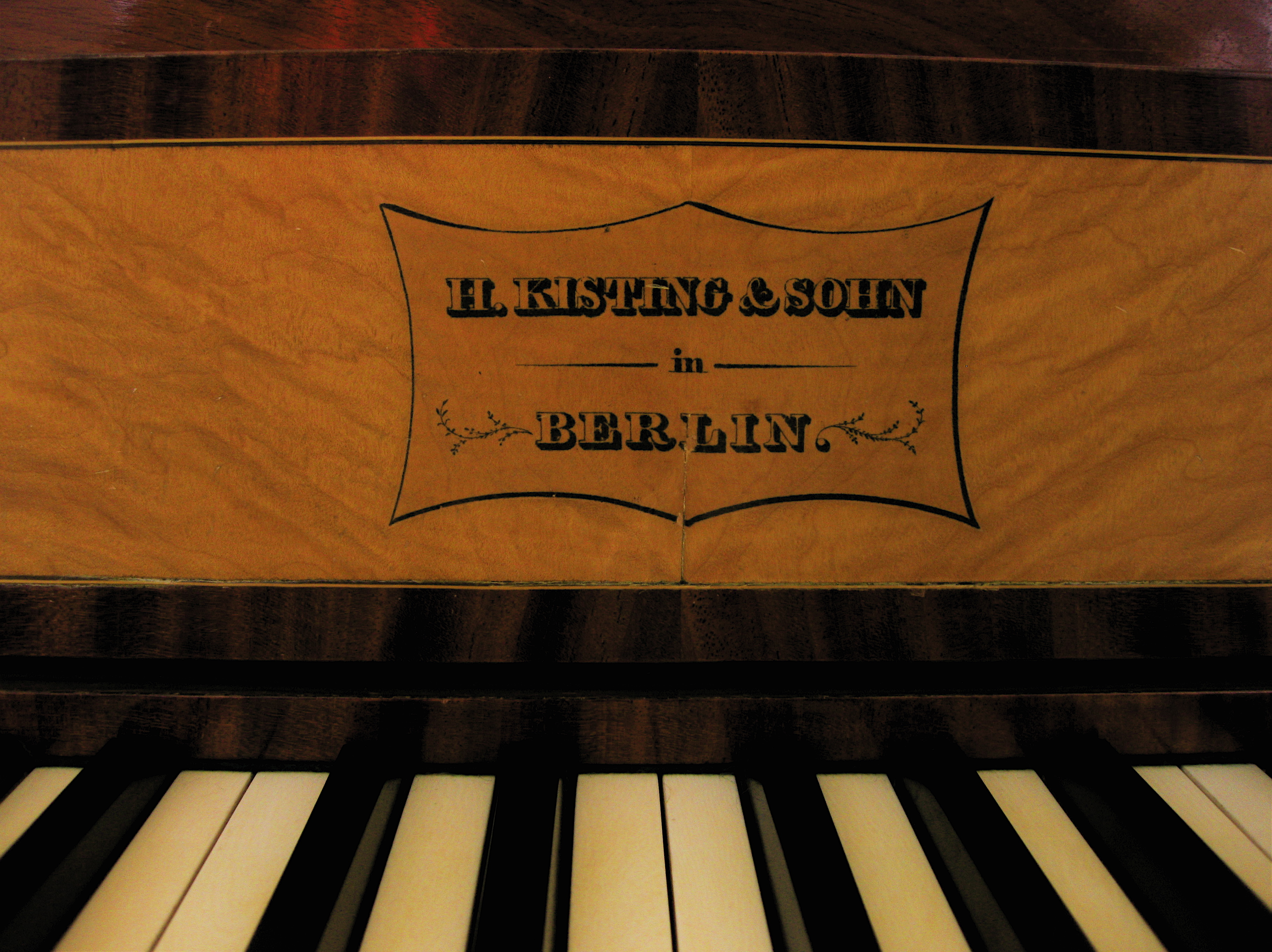
Vorsatzschild für Kisting-Flügel Opus 592 (1835)

Heinrich Kisting begann 1799 zunächst in Potsdam mit der Produktion von Klavieren. 1806 zog er mit seiner Werkstatt um nach Berlin. 1815 wurde ihm der Titel eines Hof-Instrumentenmacher verliehen. 1828 machte er seinen Sohn zum Teilhaber und signierte seine Instrumente fortan mit H. Kisting & Sohn / Königl. Hofinstrumentenmacher / in Berlin / große Friedrichstraße No. 134. 1830 zog er sich aus dem Geschäftsleben zurück. Sein Sohn Eduard († 1858) übernahm den Betrieb. Im amtlichen Bericht der 1844 in Berlin stattgefundenen Allgemeinen Deutschen Gewerbeausstellung wird Kistings Ausstellungsflügel, der eine Goldmedaille erhielt, für „die edle Fülle, seelenvollen Klang, durchaus gleiche Tonrundung, vortreffliche, gewissenhafte Arbeit und musterhafte Spielart“ gerühmt. 1856 wurde die Produktion von Instrumenten aufgrund der inzwischen immens gewachsenen Konkurrenz, auch und insbesondere innerhalb Berlins durch die Firmen von Theodor Stöcker und Carl Bechstein, eingestellt.
Ein Dokument für die Bedeutung Kistings ist dessen Erwähnung in E. T. A. Hoffmanns später Erzählung Irrungen – Fragment aus dem Leben eines Fantasten (1820) sowie in Theodor Fontanes autobiografischem Roman Meine Kinderjahre (1892/93). Weitere Erwähnung findet Kisting u. a. in der Korrespondenz von Fanny Hensel und Felix Mendelssohn Bartholdy sowie Robert und Clara Schumann.

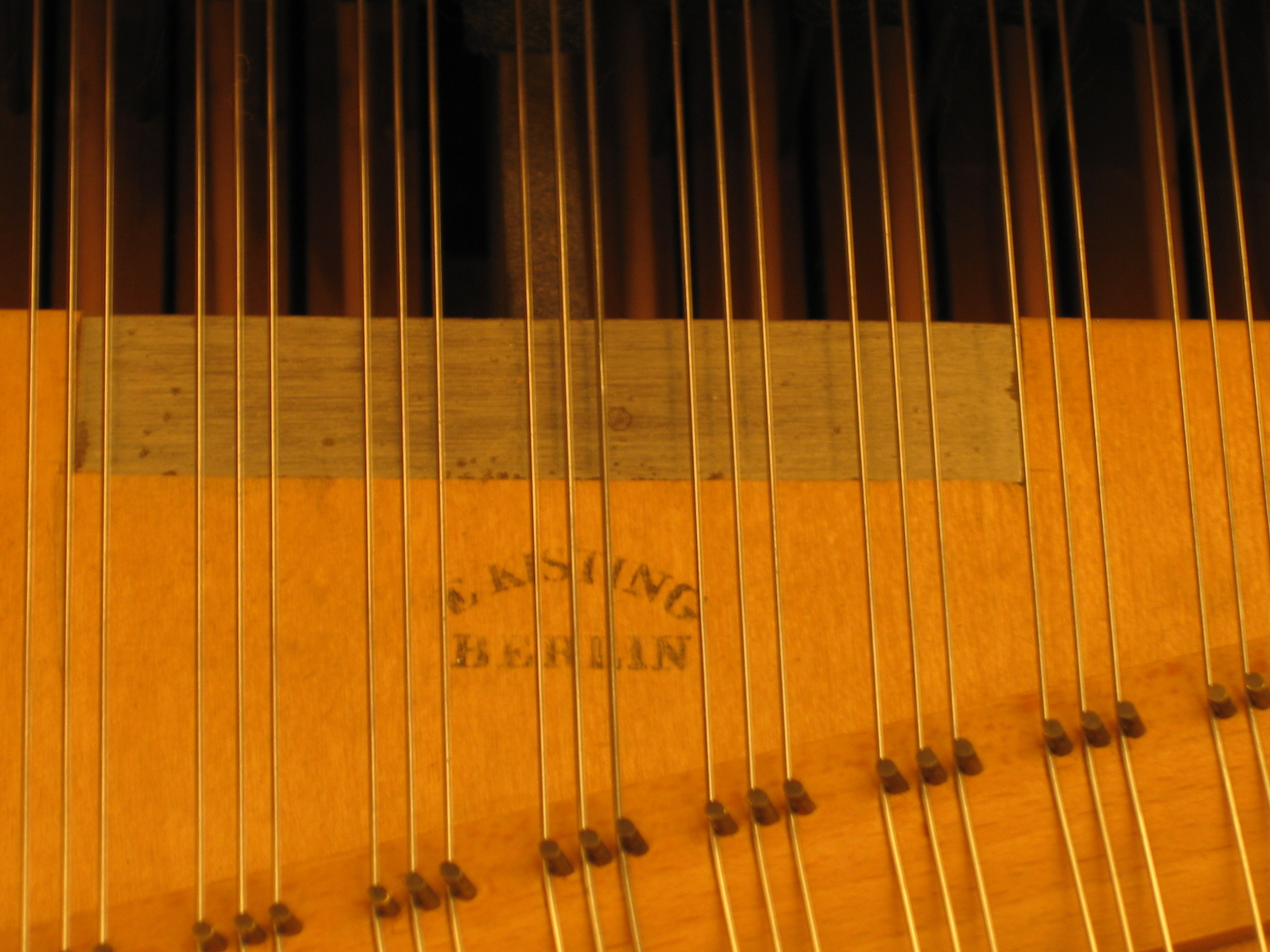
Stempel von Eduard Kisting auf dem Stimmstock von Flügel Opus 592

Ein bedeutender Schüler von Kisting war Theodor Stöcker, der sich in den 1830er Jahren als Klavierbauer selbständig machte und seit 1839 zahlreiche Exemplare eines Hammerflügels mit oberschlägiger Mechanik baute.

## Instrumente
Ein vor 1837 gebauter Hammerflügel von Heinrich Kisting & Sohn steht heute im Berliner Musikinstrumenten-Museum, weitere Exemplare in der Sammlung Fritz Neumeyer in Bad Krozingen (um 1835), im Germanischen Nationalmuseum in Nürnberg (um 1835), in der Instrumentensammlung der Smithsonian Institution, Washington, D.C. (USA), ein Instrument aus dem Besitz des Berliner Malers Adolph Menzel im „The Schubert Club Museum of Musical Instruments“ in Saint Paul, Minnesota (USA) sowie in der Hochschule für Musik Mainz (1835, s. Fotos).